# Allardia
Allardia je rod glavočika smještren u podtribus Handeliinae. Postoji nekoliko vrsta, sve su iz Azije
Rod je opisan 1841.

## Vrste
1. Allardia glabra Decne.
2. Allardia huegelii Sch.Bip.
3. Allardia lasiocarpa (G.X.Fu) K.Bremer & Humphries
4. Allardia nivea Hook.f. & Thomson ex C.B.Clarke
5. Allardia stoliczkae C.B.Clarke
6. Allardia tomentosa Decne.
7. Allardia transalaica (Tzvelev) K.Bremer & Humphries
8. Allardia tridactylites (Kar. & Kir.) Sch.Bip.
9. Allardia vestita Hook.f. & Thomson ex C.B.Clarke